# Quinquina (apéritif)

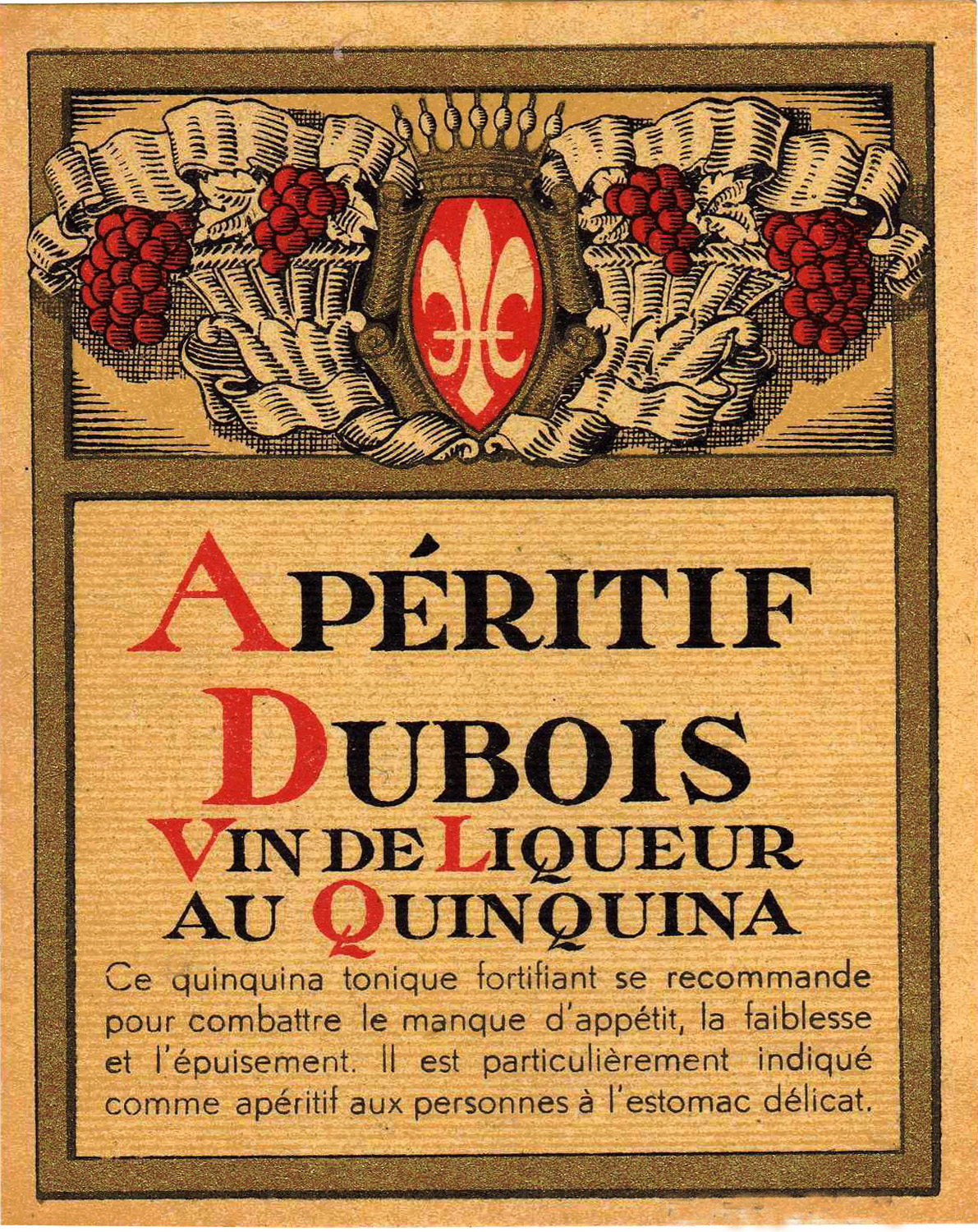
Vin de liqueur au quinquina

Le Quinquina est un vin apéritif aromatisé de diverses plantes dont, traditionnellement, de l'écorce de quinquina; celle-ci contient de la quinine, réputée bénéfique dans le traitement de la malaria[réf. souhaitée].
L'americano peut être considéré comme une sous-classe de quinquina ou comme une catégorie à part : le véritable americano utilise la racine de gentiane comme agent gustatif.
Le quinquina est une plante introduite d'Amérique du Sud en Europe au xviie siècle par des missionnaires espagnols.
Liste de quelques vins apéritifs au quinquina :
- Bonal Gentiane Quina[3] ;
- Byrrh ;
- Cap Corse Mattei[4] ;
- Cocchi Americano (en) ;
- Contratto Americano Rosso[5] ;
- Dubonnet ;
- Duhomard ;
- Kina Karo (originaire des corbières) ;
- Madaskina ;
- Maidenii[6] ;
- Quina Lillet ;
- Saint Raphael.

On produit en Italie une liqueur au quinquina, l'Amaro.
Le nom « quinquina » est utilisé dans le titre d'un court-métrage de 1911, Max victime du quinquina, dans lequel Max Linder tient le rôle principal. Il est aussi utilisé dans le roman L'Affaire Blaireau d'Alphonse Allais (Éditions de la Revue Blanche, Paris, 1899).